# Darcísio Perondi
Darcisio Paulo Perondi ComMM (Ijuí, 2 de abril de 1947) é um médico pediatra puericultor, psiquiatra e político brasileiro filiado ao Movimento Democrático Brasileiro (MDB). Pelo Rio Grande do Sul, foi deputado federal durante sete mandatos.

## Biografia
Médico formado pela Universidade Federal do Rio Grande do Sul (URFRS), com especialização em pediatria, atuou no corpo clínico do Hospital de Caridade de Ijuí.
Filiado ao PMDB desde 1993, está em seu quarto mandato consecutivo de Deputado federal pelo Rio Grande do Sul. Preside a Frente Parlamentar da Saúde no Congresso Nacional.[carece de fontes?] Em 2001, Perondi foi admitido pelo presidente Fernando Henrique Cardoso à Ordem do Mérito Militar no grau de Comendador especial.
Como deputado federal, votou a favor do processo de impeachment de Dilma Rousseff. Já durante o Governo Michel Temer, votou a favor da PEC do Teto dos Gastos Públicos. Em abril de 2017 foi favorável à Reforma Trabalhista. Possui posicionamento contrário ao uso de armas por cidadãos de bem comuns.[carece de fontes?] Em agosto de 2017 votou pelo arquivamento da denúncia de corrupção passiva do presidente Michel Temer.
Nas eleições de 2018, não conseguiu se reeleger como deputado federal, sendo considerado pela imprensa brasileira um dos principais aliados do presidente Michel Temer. Porém, assumiu a vaga na câmara que era do deputado eleito Osmar Terra quando este assumiu o ministério da Cidadania e Ação Social. Fonte: Correio do Povo em edição de 29/11/2018.
Ainda em 2018, o então deputado realizou gastos mensais de R$ 1.400,00 em um curso de inglês, solicitando o ressarcimento do mesmo para a Câmara dos Deputados.
Em 2019 votou a favor da reforma da Previdência do governo Jair Bolsonaro, reforma que foi aprovada e como consequência terminou com a aposentadoria por tempo de contribuição sem idade mínima, também aumentou o tempo de contribuição para homens e mulheres, foi implantada idade mínima de aposentadoria de 65 anos para homens e para as mulheres foi implantado um sistema de transição que aumenta o período em 6 meses a cada ano, chegando em 62 anos em 2023 quando irá se estabilizar, também mudou a forma de cálculo dos novos benefícios, vindo a reduzir os valores de aposentadorias e pensões; a pensão por morte com a reforma passou a estabelecer somente 50% do valor da aposentadoria que o falecido recebia e mais 10% por dependente, sendo que o valor final não pode ser superior a 100% da aposentadoria do falecido e nem inferior a 1 salário mínimo; com isso a classe trabalhadora sofreu a perda significativa de direitos, Denise Gentil, economista, especialista em Previdência e professora da Universidade Federal do Rio de Janeiro (UFRJ), ressaltou que as reformas trabalhista e da Previdência vieram a contribuir para a queda na renda e a piora na qualidade de vida dos aposentados.